# Моррістаун (Огайо)
Моррістаун (англ. Morristown) — селище (англ. village) в США, в окрузі Бельмонт штату Огайо. Населення — 248 осіб (2020).

## Географія
Моррістаун розташований за координатами 40°3′47″ пн. ш. 81°4′14″ зх. д. / 40.06306° пн. ш. 81.07056° зх. д. (40.063059, -81.070519).  За даними Бюро перепису населення США в 2010 році селище мало площу 1,31 км², з яких 1,31 км² — суходіл та 0,00 км² — водойми. В 2017 році площа становила 1,63 км², з яких 1,63 км² — суходіл та 0,01 км² — водойми.

## Демографія
Згідно з переписом 2010 року, у селищі мешкали 303 особи в 124 домогосподарствах у складі 78 родин. Густота населення становила 231 особа/км².  Було 143 помешкання (109/км²).
Расовий склад населення:
| - 96,7 % — білих - 1,7 % — чорних або афроамериканців - 0,3 % — корінних американців |

До двох чи більше рас належало 0,7 %. Частка іспаномовних становила 1,0 % від усіх жителів.
За віковим діапазоном населення розподілялося таким чином: 24,4 % — особи молодші 18 років, 57,1 % — особи у віці 18—64 років, 18,5 % — особи у віці 65 років та старші. Медіана віку мешканця становила 43,8 року. На 100 осіб жіночої статі у селищі припадало 118,0 чоловіків;  на 100 жінок у віці від 18 років та старших — 97,4 чоловіків також старших 18 років.
Середній дохід на одне домашнє господарство  становив 51 027 доларів США (медіана — 42 917), а середній дохід на одну сім'ю — 49 982 долари (медіана — 46 750). За межею бідності перебувало 6,4 % осіб, у тому числі 15,4 % дітей у віці до 18 років та 0,0 % осіб у віці 65 років та старших.
Цивільне працевлаштоване населення становило 130 осіб. Основні галузі зайнятості: роздрібна торгівля — 24,6 %, освіта, охорона здоров'я та соціальна допомога — 24,6 %, будівництво — 10,0 %, сільське господарство, лісництво, риболовля — 10,0 %.